# Tarphiomimus zigzag
Tarphiomimus zigzag is een keversoort uit de familie somberkevers (Zopheridae). De wetenschappelijke naam van de soort werd in 1939 gepubliceerd door Carter.